# Вайт-Блаффс
Вайт-Блаффс (англ. White Bluffs) — нині не існуюче невеличке сільськогосподарське місто в окрузі Бентон, штат Вашингтон. Все населення міста разом з населенням сусіднього міста Хенфорд було відселено 1943 року для будівництва на місці міста Хенфордського комплексу — одного з підприємств з виробництва радіоактивних матеріалів для американської програми виробництва ядерної зброї (Манхеттенський проект).
До прибуття білих поселенців ця територія була заселена індіанським племенем ванапам, тісно пов'язаним з племенами Палус, Якама та ні-персі.
До моменту руйнування урядом Вайт-Блаффс виробництво груш, яблук, овочів та винограду для виробництва вина були основним джерелом засобів до існування для його мешканців. Сьогодні від міста майже нічого не залишилося.
Фотогалерея Міністерства енергетики США містить ряд фотографій Вайт-Блаффс, зроблених 15 червня 2008.